# 올라트 엔터테인먼트의 음반 목록
다음은 올라트 엔터테인먼트에서 발매한 음반 목록이다.

## 2020년대
- 2020년 11월 16일 박정민 - 찰떡궁합
- 2021년 2월 24일 PIXY - [Digital Single] With My Wings
- 2021년 5월 20일 PIXY - Fairy forest : Bravery
- 2021년 10월 7일 PIXY - Temptation
- 2021년 12월 14일 PIXY - [Digital Single] 불러불러 (Call me)
- 2022년 6월 15일 PIXY - REBORN